# Ким Хи Хак
Ким Хи Хак (1908 год — 1978 год) — колхозник колхоза «Гигант» Чиилийского района Кзыл-Ординской области, Казахская ССР. Герой Социалистического Труда (1950).

## Биография
Родился в 1908 году на Дальнем Востоке.
После депортации корейцев с Дальнего Востока был на спецпоселении в Шиелийском районе Кызыл-Ординской области Казахской ССР. С 1941 года работал в колхозе «Путь Октября» и с 1945 по 1958 года — в рисоводческом звене колхоза «Гигант» (позднее — колхоз «Большевик») Шиелийского района.
В 1949 году рисоводческое звено, в котором работал Ким Хи-Хак, собрало в среднем по 80 центнеров риса с каждого гектара на участке площадью 5,1 гектаров. Указом Президиума Верховного Совета СССР от 21 июня 1950 года «за получение высокого урожая риса при выполнении колхозами обязательных поставок и контрактации по всем видам сельскохозяйственной продукции, натуроплаты за работу МТС в 1949 году и обеспеченности семенами всех видов культур в размере полной потребности для весеннего сева 1950 года» удостоен звания Героя Социалистического Труда с вручением ордена Ленина и золотой медали «Серп и Молот».
Этим же указом были удостоены звания Героя Социалистического Труда труженики колхоза «Большевик» Пак Дон Ер, Ан Дон-Дю, Ли Ен Гу и Хе Бен Хи.
Участвовал во Всесоюзной выставке ВДНХ, на которой получил серебряную и бронзовые медали.
С 1959 года — звеньевой в колхозе имени III Интернационала.

## Награды
- Герой Социалистического Труда — указом Президиума Верховного Совета СССР 21 июня 1950 года
- Орден Ленина
- Орден «Знак Почёта»
- Медаль «За трудовую доблесть»